# پرواز شماره ۴۴۰ ایندین ایرلاینز
پرواز شماره ۴۴۰ ایندین ایرلاینز (به انگلیسی: Indian Airlines Flight 440) یک پرواز از چنای به مقصد دهلی بود که با ۵۸ مسافر و ۷ خدمه بودند، در تاریخ ۳۱ می ۱۹۷۳ دچار سانحه شد و ۴۸ نفر جان باختند.